# 11-Zoll-Kanone M1877
Die 11-Zoll-Kanone M1877 (russisch: 11-дюймовая пушка обр. 1877 г, nach Umstellung auf das metrische System: 280-мм орудие обр. 1877 г.) war ein Schiffsgeschütz der Kaiserlich-Russischen Marine. 

## Geschichte
Im Jahr 1879 beschloss das Marineamt die Herstellung einer neuen 11-Zoll-Kanone nach den Zeichnungen der 11-Zoll-Kanone des Heeresamtes der Kaiserlich Russischen Armee.  Im Prinzip handelt es sich dabei um eine verlängerte 11-Zoll-Kanone M1867. Die Anzahl und Tiefe der Züge wurden verändert, die grundsätzliche Konstruktion und insbesondere der Verschluss blieben gleich. Erprobt wurden die Geschütze mit einer Treibladung von 60 kg Schwarzpulver. Nach der Erprobung kamen die ersten zwei Kanonen dieses Typs auf kleinen Kanonenbooten zum Einsatz. Verwendet wurde dabei die von Popow konstruierte Verschwindlafette. 
Im Laufe der folgenden Jahre wurden weitere Kanonenboote mit dieser Waffe ausgerüstet. Auf den Kanonenbooten Burja (Буря), Tutscha (Туча), Burun (Бурун) und Grosa (Гроза) wurde eine Pivotlafette mit vorn liegendem Pivotzapfen aufgestellt, während auf den Booten Wichr (Вихрь), Doschd (Дождь), Sneg (Снег) und Grad (Град) Mittelpivotlafetten zum Einsatz kamen.
Im Jahr 1889 waren insgesamt elf 11-Zoll-Kanone M1867 und zehn 11-Zoll-Kanone M1877 vorhanden, zwei weitere 11-Zoll-Kanonen M1877 befanden sich bei den Obuchow-Werken noch in der Fertigung. Insgesamt wurden von beiden Typen insgesamt je zwölf Waffen, also insgesamt 24, hergestellt.
Auf Vorschlag von Vizeadmiral Andrei Alexandrowitsch Popow sollten bei den Panzerfregatten der Admiral Lasarew-Klasse die Zwillingstürme mit den 9-Zoll-Kanonen M1867 durch Türme mit jeweils einem einzelnen Geschütz vom Kaliber 11 Zoll ersetzt werden. Da die 11-Zoll-Kanonen M1877 aufgrund der Platzverhältnisse in den Türmen der dreitürmigen Panzerfregatten Admiral Lasarew und Admiral Greig sowie den zweitürmigen Panzerfregatten Admiral Spiridow und Admiral Tschitschagow schlecht unterzubringen waren, beschloss der Artillerieausschuss des Marinetechnischen Komitees, dort modifizierte 11-Zoll-Kanonen M1867 einzusetzen. Lediglich das erste Geschütz der Admiral Spiridow sollte nicht getauscht werden. Dafür wurden die kleineren Kanonenboote mit Kanonen Modell 1877 ausgestattet. Offensichtlich wurde später zumindest teilweise eine Umrüstung auf das Modell 1877 vorgenommen, denn für das Jahr 1902 ist folgende Ausrüstung angegeben:
- 11-Zoll-Kanonen M1867:
  - Admiral Spiridow: 2 (ursprünglich Krupp)
  - Nowgorod: 2
  - Wichr: 1
  - Grosa: 1 (eingelagert)
- 11-Zoll-Kanonen M1867:
  - Admiral Lasarew: 3
  - Admiral Greig: 3
  - Admiral Tschitschagow: 2
  - Burja: 1
  - Grad: 1

## Konstruktion
Das Geschütz bestand aus einem Seelenrohr, das mit drei Lagen von Mantelringen verstärkt war. Die Waffe war insgesamt 6,104 m lang, das entspricht einer Länge von 21,9 bzw. gerundet 22 Kalibern. Zur Unterscheidung von anderen Typen gleichen Kalibers wird die Kanone in der Literatur daher auch als 280/22 mm Kanone bezeichnet. Der mit Zügen versehene Teil des Rohres war 4,026 m lang. Bei den in den Obuchow-Werken hergestellten Waffen waren die Mantelringe bis zur Mündung des Rohres vorgezogen. Das Rohr besaß insgesamt 64 Züge mit einer Tiefe von 1,77 mm. Zum Einsatz kam ein prismatischer Keilverschluss nach dem System Krupp, der mit dem der 11-Zoll-Kanonen M1867 identisch war. Der Verschluss wog allein 1065 kg, das Gesamtgewicht der Waffe mit Verschluss, aber ohne Lafette betrug 28.698 kg. 
Für das Geschütz kamen Geschosse aus gewöhnlichem Gusseisen bzw. Hartguss mit jeweils zwei Führungsringen aus Kupfer zum Einsatz. Das Gewicht der Granate lag zwischen 250 und 255 kg. Die Länge der Granaten lag bei 2,9 Kalibern. Außerdem stand noch eine Schrapnellgranate zur Verfügung. Ihr Mantel bestand aus Kupfer. Die Granate hatte ein Gewicht von 228,5 kg sowie eine Länge von 3,7 Kalibern und enthielt 91 Kugeln mit einem Durchmesser von jeweils 71,4 mm und einem Gewicht von jeweils 1,48 kg.
Die Mündungsgeschwindigkeit lag bei 454 m/s. Damit wurde bei einer Rohrerhöhung von +6° eine Schussweite von 3477 m erreicht, bei einer Rohrerhöhung von 27,7° eine Schussweite von 8967 m.
Für die Geschütze wurden die für den Vorgängertyp entwickelten Lafetten übernommen.